# I've Just Seen a Face
"I've Just Seen a Face" é a décima segunda faixa do álbum Help! da banda britânica The Beatles. Sendo composta por Paul McCartney em 1965, a música é creditada a Lennon/McCartney.
Na música, John Lennon toca violão, Paul McCartney toca violão e canta, George Harrison também toca violão e Ringo Starr toca bateria e maracas. Ela se inicia rápido com um solo de violão, feito por George Harrison. Paul canta rápido, com um tom bem country. A Banda brasileira Tequila Baby fez uma versão chamada "Caindo" num tom bem punk rock, com uma letra bem diferente da original. Outra banda brasileira, The Brazilian Bitles gravou "Mary", uma versão brasileira de Fábio Block gravada em Compacto-simples em 1967, a qual outra banda brasileira chamada Bitkids gravou um cover.[carece de fontes?]

## Créditos
De acordo com Walter Everett
- Paul McCartney –  vocais, violão de nylon
- John Lennon –  violão de aço
- George Harrison –  violão de 12 cordas
- Ringo Starr –  bateria com vassourinha ,[4] maracas[5]